# Szent Gál
Gál (latin: Gallus), egyházi nevén Szent Gál (latin: Sanctus Gallus, Írország, 550. körül – Arbon, 646. október 16.) szentté avatott, ír származású, bencés misszionárius, Szent Kolumbán tanítványa és segítőtársa.

## Élete és munkássága
Kolumbánnal 590 körül, Bangorból indult misszióba. Gallián át 610 körül megérkeztek a mai Svájc területére. A Zürichi-tó melletti Tuggenben telepedek le. Ezen területen akkoriban a pogány alemannok éltek, akik meg akarták ölni őket. Továbbmentek, és a Boden-tó melletti Arbonban, Willemar papnál megpihenve, Bregenz felé vették útjukat. Összesen hat éven át térítettek a Boden-tó mentén, ahol a kereszténységnek már voltak gyökerei. Gál ismerte az alemann nyelvet, így munkája Kolumbánnal sikeres volt. Amikor Kolumbán Itália felé indult, Gál betegsége miatt nem mehetett vele. Visszatért Arbonba, majd gyógyulása után Mühletobel (ma: Sankt Gallen) mellett remeteséget alapított, kolostort épített. 629-ben Luxeuilbe hívták apátnak, de mint korábban a püspökséget, ezt is elutasította. Élete végén Arbonba látogatott, itt halt meg, 646-ban. A Sankt Gallen-i Steinach melletti remeteségben temették el. A sírjánál történt csodák és a Sankt Gallen-i apátság révén terjedt el tisztelete.